# Марк Анний Либон (консул 128 года)
Марк Анний Либон (лат. Marcus Annius Libo; II век) — римский политический деятель, консул 128 года, дядя императора Марка Аврелия.
Марк Анний Либон принадлежал к испанскому аристократическому роду, причисленному в 73/74 году к римскому патрициату. Он был младшим сыном Марка Анния Вера, трёхкратного консула. Старший брат Либона, ещё один Марк Анний Вер, был отцом императора Марка Аврелия. Либон, по-видимому, получил свой когномен от деда по матери, которого звали предположительно Децим Рупилий Либон. В 128 году он занимал должность консула.
Детьми Либона были сын того же имени, консул-суффект 161 года, и Анния Фундания Фаустина, жена Тита Помпония Прокула Витразия Поллиона.